# Broj 1 singlovi 2009. (Novi Zeland)
Popis broj 1 singlova u 2009. godini u Novom Zelandu prema RIANZ-u.

## Popis
| Datum         | Izvođač                            | Skladba           |
| ------------- | ---------------------------------- | ----------------- |
| 5. siječnja   | Lady GaGa                          | "Poker Face"      |
| 12. siječnja  | Lady GaGa                          | "Poker Face"      |
| 19. siječnja  | Jason Mraz                         | "I'm Yours"       |
| 26. siječnja  | Jason Mraz                         | "I'm Yours"       |
| 2. veljače    | Jason Mraz                         | "I'm Yours"       |
| 9. veljače    | Jason Mraz                         | "I'm Yours"       |
| 16. veljače   | Jason Mraz                         | "I'm Yours"       |
| 23. veljače   | Smashproof ft. Gin Wigmore         | "Brother"         |
| 2. ožujka     | Smashproof ft. Gin Wigmore         | "Brother"         |
| 9. ožujka     | Smashproof ft. Gin Wigmore         | "Brother"         |
| 16. ožujka    | Smashproof ft. Gin Wigmore         | "Brother"         |
| 23. ožujka    | Smashproof ft. Gin Wigmore         | "Brother"         |
| 30. ožujka    | Smashproof ft. Gin Wigmore         | "Brother"         |
| 6. travnja    | Smashproof ft. Gin Wigmore         | "Brother"         |
| 13. travnja   | Smashproof ft. Gin Wigmore         | "Brother"         |
| 20. travnja   | Smashproof ft. Gin Wigmore         | "Brother"         |
| 27. travnja   | Smashproof ft. Gin Wigmore         | "Brother"         |
| 3. svibnja    | Smashproof ft. Gin Wigmore         | "Brother"         |
| 11. svibnja   | Eminem                             | "We Made You"     |
| 18. svibnja   | Keri Hilson ft. Kanye West i Ne-Yo | "Knock You Down"  |
| 25. svibnja   | Keri Hilson ft. Kanye West i Ne-Yo | "Knock You Down"  |
| 1. lipnja     | Keri Hilson ft. Kanye West i Ne-Yo | "Knock You Down"  |
| 8. lipnja     | Keri Hilson ft. Kanye West i Ne-Yo | "Knock You Down"  |
| 15. lipnja    | Keri Hilson ft. Kanye West i Ne-Yo | "Knock You Down"  |
| 22. lipnja    | Keri Hilson ft. Kanye West i Ne-Yo | "Knock You Down"  |
| 29. lipnja    | Black Eyed Peas                    | "I Gotta Feeling" |
| 6. srpnja     | Black Eyed Peas                    | "I Gotta Feeling" |
| 13. srpnja    | Black Eyed Peas                    | "I Gotta Feeling" |
| 20. srpnja    | Black Eyed Peas                    | "I Gotta Feeling" |
| 27. srpnja    | Black Eyed Peas                    | "I Gotta Feeling" |
| 3. kolovoza   | Black Eyed Peas                    | "I Gotta Feeling" |
| 10. kolovoza  | Black Eyed Peas                    | "I Gotta Feeling" |
| 17. kolovoza  | Black Eyed Peas                    | "I Gotta Feeling" |
| 24. kolovoza  | Black Eyed Peas                    | "I Gotta Feeling" |
| 31. kolovoza  | Beyonce                            | "Sweet Dreams"    |
| 7. rujna      | Beyonce                            | "Sweet Dreams"    |
| 14. rujna     | Beyonce                            | "Sweet Dreams"    |
| 21. rujna     | David Guetta ft. Akon              | "Sexy Bitch"      |
| 28. rujna     | David Guetta ft. Akon              | "Sexy Bitch"      |
| 5. listopada  | David Guetta ft. Akon              | "Sexy Bitch"      |
| 12. listopada | Ke$ha                              | "TiK ToK"         |
| 19. listopada | Ke$ha                              | "TiK ToK"         |
| 26. listopada | Ke$ha                              | "TiK ToK"         |
| 2. studenog   | Ke$ha                              | "TiK ToK"         |
| 9. studenog   | Ke$ha                              | "TiK ToK"         |
| 16. studenog  | Jason Derülo                       | "Whatcha Say"     |
| 23. studenog  | Jason Derülo                       | "Whatcha Say"     |
| 30. studenog  | Jason Derülo                       | "Whatcha Say"     |
| 7. prosinca   | Stan Walker                        | "Black Box"       |
| 14. prosinca  | Stan Walker                        | "Black Box"       |
| 21. prosinca  | Stan Walker                        | "Black Box"       |
| 28. prosinca  | Stan Walker                        | "Black Box"       |